# Klokwinde
De klokwinde (Cobaea scandens) is een klimplant uit de vlambloemfamilie (Polemoniaceae). De plant is afkomstig uit tropisch Amerika op hoogtes rond de 2000 meter. De soort wordt in België en Nederland veel als tuinplant toegepast.
Het is een grote, kruidachtige klimplant die 20 meter lang kan worden. Per jaar kan de plant 3–8 meter groeien. De verspreid staande bladeren zijn geveerd samengesteld met aan het einde een vertakte rank. De bladeren bestaan uit twee tot drie paar deelblaadjes. De deelblaadjes zijn toegespitst, 3,5-13 cm lang en 1,3-6 cm breed. Het onderste paar heeft geen steel. De andere paren hebben een tot 2 cm lange steel.
De bloemen groeien solitair in de bladoksels. De kelk is 2,5-3,5 cm groot en paars gekleurd. De bloemkroon is 4,5-6,5 centimeter lang en groenachtig-wit. De stijl en de meeldraden zijn gekromd en steken naar buiten. De bloemen worden in hun oorspronggebied bestoven door vleermuizen. De doosvrucht is langwerpig, 5-9 cm lang en klapt volrijp driekleppig open.
De klokwinde wordt in België en Nederland vaak als eenjarige plant gehouden. De plant kan niet tegen vorst en kan als kuipplant overwinteren boven de 10 °C. De plant kan vanaf februari achter glas worden gezaaid, waarna deze na IJsheiligen buiten kan worden gezet. De plant bloeit van juni tot september.
De cultivar Cobaea scandens 'Alba' heeft volledig witte bloemen.